# Étrez
Étrez är en kommun i departementet Ain i regionen Auvergne-Rhône-Alpes i östra Frankrike. Kommunen ligger  i kantonen Montrevel-en-Bresse som ligger i arrondissementet Bourg-en-Bresse. Kommunens areal är 12,15 km². År 2018 hade Étrez 806 invånare.

## Befolkningsutveckling
Antalet invånare i kommunen Étrez
Referens: INSEE